# Oberschelden
Oberschelden ist ein Stadtteil im Westen der Großstadt Siegen.

## Geografie

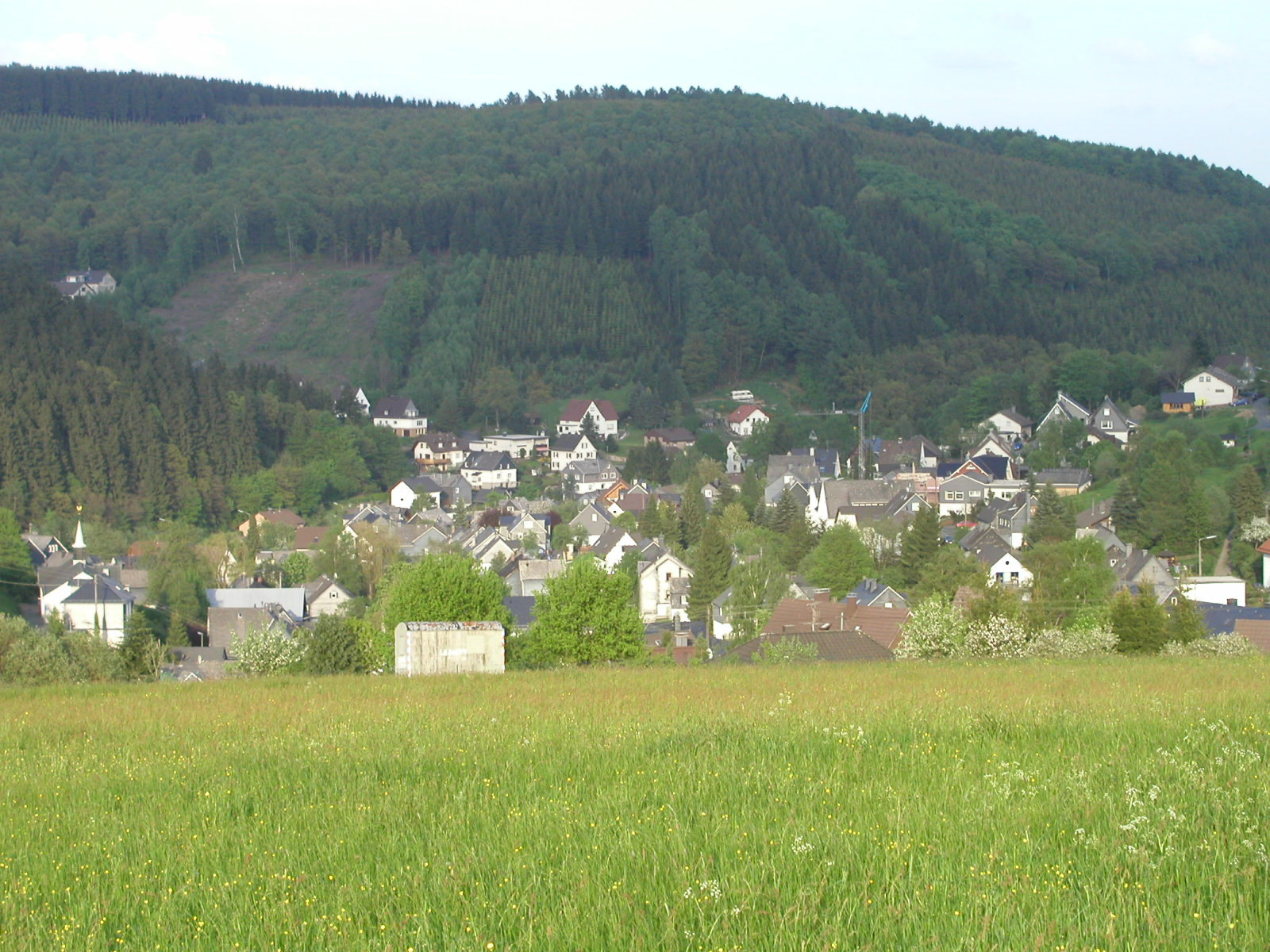
Blick auf Oberschelden

Im Norden grenzt Oberschelden an den Stadtteil Seelbach, im Osten an Siegen und Gosenbach, im Süden an Niederschelden und den Landkreis Altenkirchen in Rheinland-Pfalz sowie im Westen an den Stadtteil Heisberg der Stadt Freudenberg an. Der Stadtteil umfasst eine Fläche von ca. 4,53 km². Die eigentliche Gemarkung reicht im Norden bis hinter die Autobahn, im Westen an die Grenze zur Stadt Freudenberg, in einem Zipfel nach Südwesten bis an die Kreisgrenze an Mudersbach.
Oberschelden liegt auf einer Höhe zwischen 300 und 450 Meter über NN. Der Ort liegt direkt an der A 45 (Sauerlandlinie). Höchster Punkt in der Gemarkung ist ein namenloser Gipfel mit 463,4 m Höhe im äußersten Südwesten an der Grenze zu Rheinland-Pfalz. Weitere Berge um den Ort sind der Berg Rote Kirche im Osten mit 438,9 m Höhe, der 426,6 m hohe Hornsberg im Süden oder der Schmittenberg mit 419,3 m zwischen Oberschelden und Gosenbach. Nördlich von ihm entspringt der Schelderbach, nahe der Quelle auch Buschelde genannt, welcher in Gosenbach in den Gosenbach mündet.

## Geschichte
Oberschelden wurde am 24. Februar 1342 das erste Mal urkundlich erwähnt. In dieser Urkunde wurde ein „Gerhart von Schelte“ genannt.
Bergbau in den lokalen Gruben (z. B. Grube Storch & Schöneberg) war lange Zeit ein wichtiger Erwerbszweig.
Im Zweiten Weltkrieg kam es am 22. April 1944 in Oberschelden beim nachmittäglichen Überflug von Bomberverbänden zum Absturz eines Flugzeugs. Ein amerikanischer Bomber wurde von einer Bf 109 abgeschossen und stürzte bei einer beabsichtigten Notlandung auf der Oberscheldener Höhe „Auf der Hohler“ ab, als er den dort verlaufenden 220- und 110-kV-Oberleitungen des RWE ausweichen wollte. Das Flugzeug explodierte daraufhin mitsamt der Bordmunition und den drei an Bord verbliebenen Besatzungsmitgliedern. Die drei toten Soldaten wurden anschließend auf dem Oberschelder Friedhof bestattet und nach Kriegsende in ihre Heimat überführt. Ein weiteres von drei mittels Fallschirm abgesprungenen Besatzungsmitgliedern kam infolge des sich nicht öffnenden Schirms ebenfalls ums Leben.
Die Gemeinde Oberschelden gehörte bis zur ersten Gemeindegebietsreform zum Amt Freudenberg. Mit Wirkung zum 1. Juli 1966 wurde sie der neu gegründeten Stadt Eiserfeld zugeschlagen. Mit der erneuten kommunalen Neugliederung wurden die Städte Eiserfeld und Hüttental am 1. Januar 1975 der Stadt Siegen zugeschlagen. Oberschelden wurde damit ein Stadtteil der Stadt Siegen.
Im Jahre 1992 wurde das 650-jährige Jubiläum gefeiert.

### Einwohnerzahlen

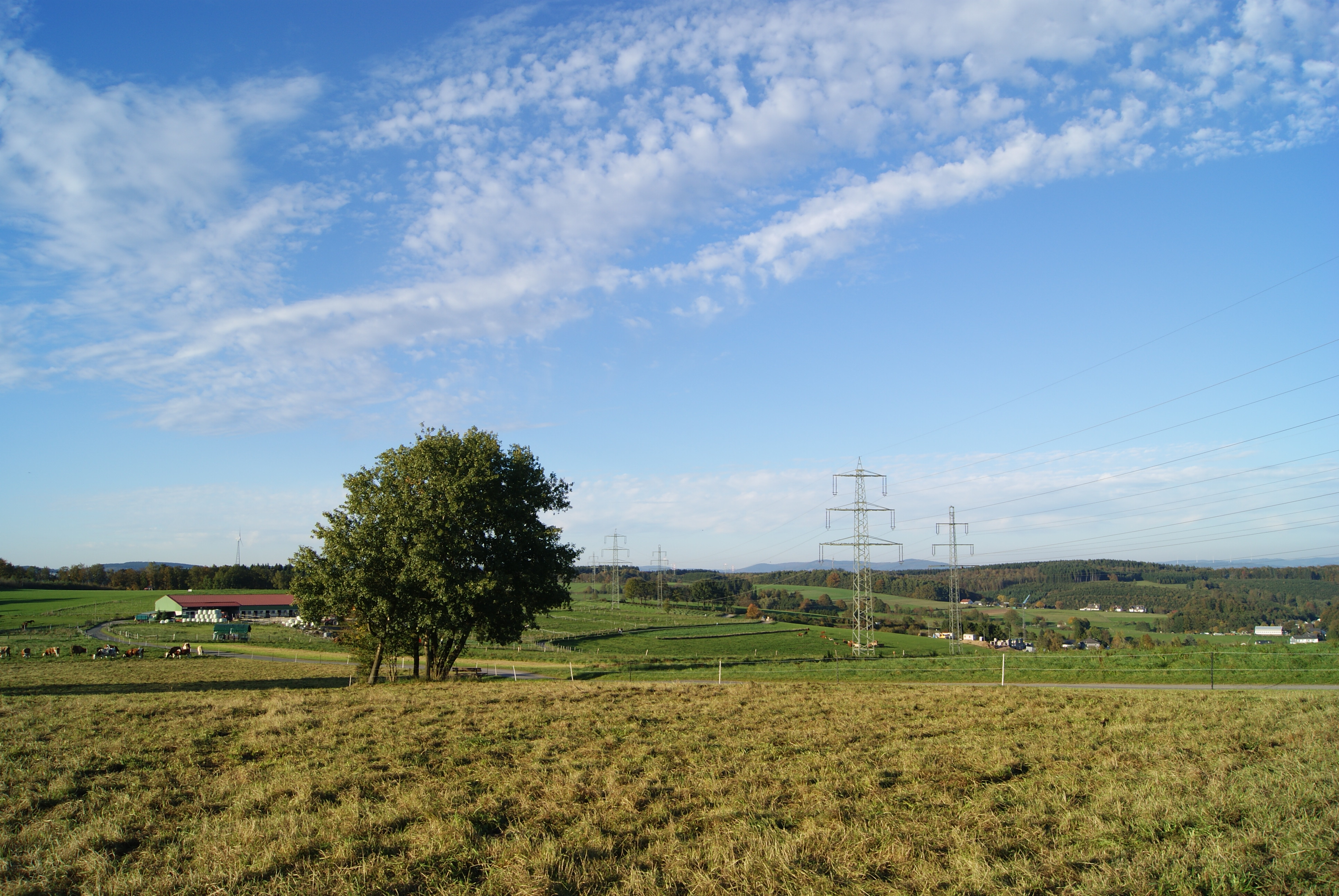
Lurzenbach, westlich vom Dorfkern

Einwohnerzahlen des Ortes:
| Jahr | Einwohner |
| ---- | --------- |
| 1818 | 205       |
| 1885 | 547       |
| 1895 | 615       |
| 1905 | 712       |
| 1910 | 744       |
| 1925 | 740       |
| 1933 | 727       |

| Jahr | Einwohner |
| ---- | --------- |
| 1939 | 726       |
| 1950 | 940       |
| 1961 | 969       |
| 1994 | 1254      |
| 2005 | 1203      |
| 2004 | 1200      |
| 2006 | 1203      |

| Jahr | Einwohner |
| ---- | --------- |
| 2008 | 1161      |
| 2009 | 1172      |
| 2010 | 1167      |
| 2011 | 1168      |
| 2012 | 1153      |
| 2013 | 1176      |
| 2014 | 1166      |

| Jahr | Einwohner |
| ---- | --------- |
| 2015 | 1187      |
| 2016 | 1184      |

## Politik

### Ehemalige Bürgermeister
- Mai 1945 (kommissarisch von den amerikanischen Besatzungstruppen ernannt) bis 1966: Emil Rinsdorf († 14. März 1993)[15]

## Infrastruktur
Im Ort gibt es einen Kindergarten, ein Bürgerhaus, ein Feuerwehrhaus, ein Vereinshaus, ein Restaurant, eine Raststätte an der A45 und einen Friedhof. Industrie gibt es nur in kleinen Formen verteilt über den Ort.

### Verkehrsanbindung
Oberschelden liegt an der Landstraße 907, die von Gosenbach zur L 565 führt, die Seelbach mit Oberfischbach verbindet. An die Bundesautobahn 45 ist der Ort über die Auffahrten Freudenberg oder Siegen angebunden. Der nächste Bahnhof ist in Niederschelden.
Durch Oberschelden führt der Europäische Fernwanderweg E1.

## Sehenswürdigkeiten
In Oberschelden gibt es in der Alte Kapellenschule eine Heimatstube. Dort wird die Lebensweise ehemaliger Bewohner im Hauberg und im Alltagsleben anhand von alten Geräten, Gegenständen so wie Fotos dargestellt.
Oberschelden hat eine funktionierende Vereinsarbeit. Christlicher Verein Junger Menschen, evangelische Gemeinschaft, Heimat und Verschönerungsverein, Freiwillige Feuerwehr, Spielmannszug, die Sportgemeinschaft Oberschelden und die Oberschelder Schlepperfreunde bilden die größten Vereine.